# Aérodrome de Sainte-Foy-la-Grande
L’aérodrome de Sainte-Foy-la-Grande (code OACI : LFDF) est un aérodrome ouvert à la circulation aérienne publique (CAP), situé sur la commune de Fougueyrolles, à 3 km à l’ouest de Sainte-Foy-la-Grande en Dordogne (région Nouvelle-Aquitaine, France).
Il est utilisé pour la pratique d’activités de loisirs et de tourisme (aviation légère et aéromodélisme).

## Histoire

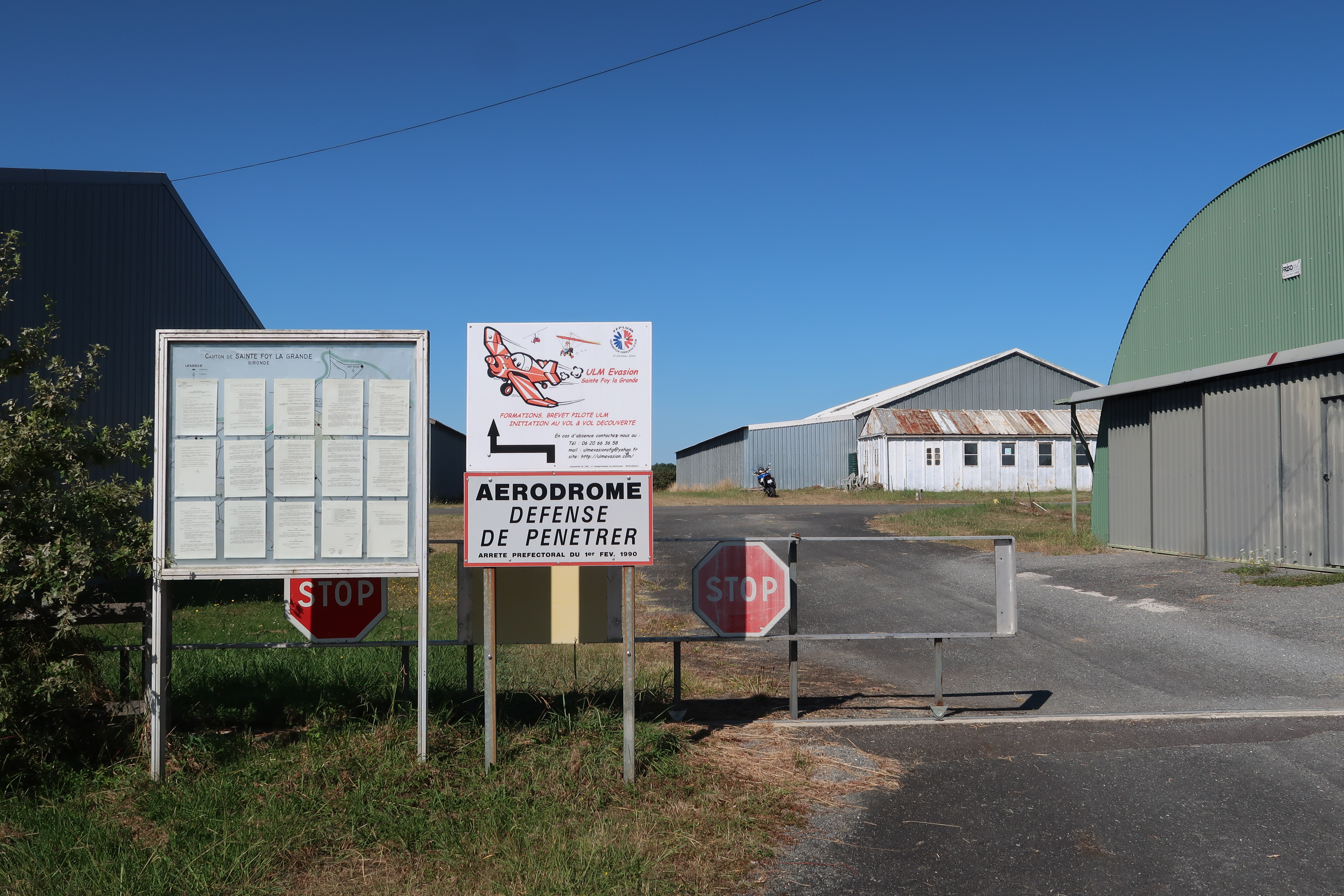
Entrée.

## Installations
L’aérodrome dispose d’une piste en herbe orientée est-ouest (10/28), longue de 1 200 m et large de 80,.
L’aérodrome n’est pas contrôlé. Les communications s’effectuent en auto-information sur la fréquence de 123,500 MHz.
S’y ajoutent :
- une aire de stationnement ;
- des hangars ;
- une station d’avitaillement en carburant (100LL) et en lubrifiant ;
- un restaurant, le jardin d'Éole[3].

## Activités

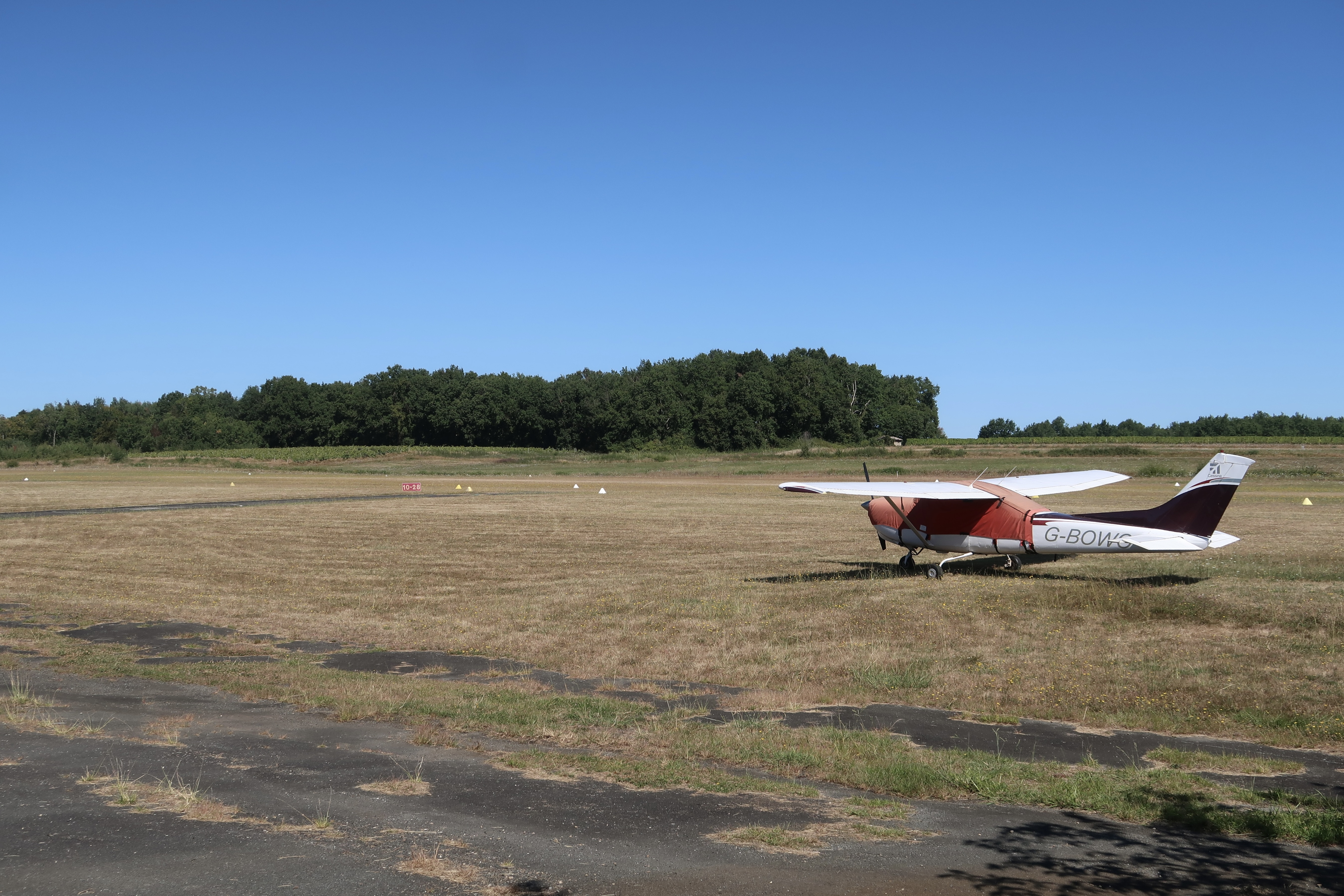
Piste.

- Cercle aéronautique foyen, association loi de 1901, doté d'un house-club (salle de cours et de préparation des vols)[2],[3]
- ULM club loisir Aquitaine
- Cercle vélivole foyen
- Model club foyen